# Joe Ball
Joseph Douglas (Joe) Ball (San Antonio, 7 januari 1896 - Elmendorf, 23 september 1938) was een Amerikaanse seriemoordenaar die minimaal twee, maar mogelijk rond de twintig vrouwen vermoordde in de loop van 1936-1938 van de 20e eeuw. Hij is ook bekend onder zijn bijnamen The Alligator Man, Butcher of Elmendorf en Bluebeard of South Texas.

## Jeugd
Zijn vader had een katoenfabriek in Elmendorf en verwierf hiermee veel aanzien. Zijn overgrootvader was een beruchte slavenhandelaar.

## Levensloop
Balls bestaan was lang onderwerp van discussie, totdat hoofdredacteur Michael Hall van de Austin Chronicle de zaak uitzocht door onder andere nog levende getuigen op te sporen.
Nadat Ball terugkeerde uit de Eerste Wereldoorlog opende hij - nadat de grote drooglegging eindigde - een saloon in Elemendorf, de Sociable Inn. Daarnaast bouwde hij een vijver met vijf alligators erin, waar mensen op zaterdagen tegen betaling mochten kijken als Ball deze (voornamelijk) levende wasberen, katten en honden voerde.
Na een tijdje raakten er vrouwen in de omgeving vermist, waaronder barvrouwen Hazel Brown, Minnie Gotthard en Julia Turner, Balls vrouw Dolores Goodwin en ex-vriendinnen van hem. Bij verhoren van verschillende autoriteiten had hij altijd een, soms wisselend, verhaal. Toen hulp-sherifs  John Gray en John Klevenhagen Ball vertelden dat hij mee moest naar het bureau in San Antonio voor ondervraging, schoot hij zichzelf door het hart (andere bronnen houden het op een hoofdschot, maar de kogel was sowieso dodelijk).

## Clifton Wheeler
Balls hulp in de saloon Clifton Wheeler bekende daarop in San Antonio dat hij onder dwang had geholpen de door Ball vermoorde lijken van Brown en Gotthard weg te werken. Ball had een waas voor zijn ogen gekregen toen Brown hem vertelde dat ze verliefd was geworden op een andere man en Ball er tevens van verdacht Gotthard te hebben vermoord. Gotthard zou door Ball zijn neergeschoten omdat ze zwanger was, wat Ball niet uitkwam in verband met zijn relatie met Goodwin op dat moment. Wheeler bracht de politie naar Browns overblijfselen bij de San Antonio River en vertelde dat Gotthard in Ingleside begraven lag. Zij werd gevonden op 14 oktober 1938. Wheeler verklaarde daarnaast dat Ball ten minste nog twintig vrouwen ombracht, maar dat de alligators hun lichamen hadden opgegeten. Bewijs hiervoor is nooit gevonden. Wheeler kreeg twee jaar gevangenisstraf voor zijn medeplichtigheid.
Goodwin bleek niet te zijn vermoord, maar te zijn verhuisd naar Californië. Zij ontkende dat Ball meer dan twee moorden pleegde. Een ander vermeend slachtoffer werd ongedeerd opgespoord in Phoenix.

## In populaire cultuur
Het verhaal van Ball is de inspiratie geweest voor een aantal horrorfilms. Een daarvan is de prent van (Texaans) filmregisseur Tobe Hooper, Eaten Alive, over een hoteleigenaar die zijn gasten voert aan een alligator die hij achter het hotel houdt.